# Liga de la paz
Liga de la paz (Latin: foedus pacificum) es una expresión acuñada por Immanuel Kant en su obra "Sobre la paz perpetua". La liga de la paz debe distinguirse de un tratado de paz (pactum pacis) porque un tratado de paz previene o termina solo una guerra, mientras que la liga de la paz busca terminar todas las guerras para siempre. Esta liga no tiene ningún poder del estado, sólo existe para "el mantenimiento y la seguridad de la libertad del estado y de otros estados en alianza con él, sin que haya necesidad de que se sometan a las leyes civiles y su coacción, como los hombres en un estado de naturaleza deben someterse".